# Mark LoMonaco
Mark LoMonaco (nascido em 14 de julho de 1971) é um lutador americano de luta profissional, conhecido pelas suas passagens na Extreme Championship Wrestling (ECW) de 1995 a 1999 sob o nome no ringue de Buh Buh Ray Dudley, na World Wrestling Federation/Entertainment (WWF/E) como Bubba Ray Dudley entre 1999 e 2005 e pela Total Nonstop Action Wrestling (TNA) entre 2005 e 2014 como Brother Ray, passando a se chamar Bully Ray a partir de 2010.
Junto com seu (kayfabe) meio-irmão D-Von/Devon, LoMonaco fez parte da dupla Dudley Boyz, agora conhecida como Team 3D. Caracterizado por seu visual heterodoxo no ringue e o uso de mesas em suas lutas, os Team 3D são reconhecidos como 23 campeões campeões mundiais de duplas. Junto com 10 reinados como Campeão Hardcore, e seu reinado como Campeão Mundial dos Pesos-Pesados da TNA, LoMonaco conquistou 35 campeonatos no total, entre WWE, ECW, TNA, e New Japan Pro Wrestling (NJPW).
Ele foi introduzido na WWE Hall of Fame, no dia 6 de abril de 2018, junto com o seu amigo.

## Carreira no wrestling profissional

### Circuito independente (1991-1995)
LoMonaco treinou com Sonny Blaze e Johnny Rodz. Ele estreou em 1991, sob o nome no ringue de Mongo Vyle. O personagem Mongo Vyle era um motociclista de Hell's Kitchen, Manhattan, Nova Iorque, cujo artifício foi inspirado em The Nasty Boys, os Road Warriors e Maxx Payne. O nome de "Mongo" foi usado pela primeira vez como o seu nome na St. John's University, em Jamaica, Queens, Nova Iorque.

### Extreme Championship Wrestling (1995-1999)
LoMonaco recebeu uma luta de testes com a Extreme Championship Wrestling em setembro de 1995, aparecendo como Mongo, o guarda-costas de Bill Alfonso. Depois de impressionar o proprietário da ECW, Paul Heyman, tomando um chokeslam do lutador 911, LoMonaco foi contratado. Ele foi reformulado, como Buh Buh Ray Dudley, a gagueira, dança, excesso de peso, o membro da extensa família Dudley. A grafia incomum de "Bubba" foi o resultado de sua gagueira. Ao dizer seu nome Buh Buh ele gaguejava levando-o a dizer: "Meu nome é Buh-buh-buh-buh" até Big Dick Dudley atingi-lo no peito, em que ponto ele iria dizer "Meu nome é Bubba Ray Dudley!". Os fãs abraçaram os cômicos meninos Dudley e durante as lutas de Buh Buh, cantavam "Buh Buh Buh Buh". A fala eventualmente era presa.
Em 13 de abril de 1996, D-Von Dudley estreou na ECW e começou a rivalizar com os outros membros da família Dudley (kayfabe, seus meio-irmãos), alegando que os suas palhaçadas cômicas não eram o verdadeiro caminho dos Dudleys de agir. D-Von eliminou Dances With Dudley, Dudley Dudley e Chubby Dudley antes de juntar forças com Buh Buh Ray, Big Dick, Sign Guy Dudley e Joel Gertner. Conhecidos coletivamente como o Dudley Boyz, Buh Buh Ray e D-Von dominaram a divisão de duplas da ECW, vencendo o ECW World Tag Team Championship, com um recorde de oito vezes e derrotando as quatro principais equipes da ECW: The Eliminators, The Gangstas e Sabu e Rob Van Dam. Buh Buh Ray, D-Von, e Gertner todos alcançaram um grau de infâmia para suas mordazes entrevistas, que antagonizou o público a um ponto próximo do motim.

### World Wrestling Federation/Entertainment (1999-2005)
Em 1999, Buh Buh Ray e D-Von deixaram a ECW e entraram para a World Wrestling Federation, onde a soletração gaga de "Buh Buh" de "Bubba Ray Dudley" foi rescindido. Ao longo de 2000 e 2001, os Dudley Boyz se envolveram em uma rivalidade tripla pelo WWF Tag Team Championship com os Hardy Boyz e Edge e Christian. A rivalidade incorporou duas aclamadas luta Tables, Ladders, and Chairs pela crítica, sendo a primeira no SummerSlam em 2000 e a segunda no WrestleMania X-Seven. Enquanto eles estavam inicialmente vilões, uma das coisas que Bubba Ray era conhecido, era por dirigir mulheres através de mesas incluindo divas como Terri, Mae Young, Lita, Trish Stratus, Tori Torrie Wilson, Stacy Keibler e Jazz.. O Dudley Boyz foram logo aplaudidos pela multidão e viraram mocinhos no início de 2000. No episódio de 28 de dezembro de 2000 do SmackDown!, Bubba recebeu uma luta pelo Campeonato da WWF contra o até então campeão Kurt Angle, que ele perdeu após um Angle Slam através de uma mesa. No início de 2001, o Dudleys se juntaram na WWF com Spike Dudley.
Em meados de 2001, os Dudley Boyz viraram vilões mais uma vez se juntando The Alliance, um grande grupo de lutadores da ECW e da antiga World Championship Wrestling (WCW), liderados por Shane McMahon e Stephanie McMahon-Helmsley, que tentou assumir a WWF (Spike, juntamente com vários ex-lutadores da ECW, não aderiram à The Alliance). A invasão ECW-WCW terminou no Survivor Series, quando cinco lutadores da WWF derrotaram cinco lutadores da The Alliance em uma luta para determinar a propriedade da WWF. A The Alliance foi dissolvida e seus membros deixaram a WWF, mas o Dudley Boyz mantiveram seus empregos devido à sua posse do WWF Tag Team Championship, que tinham unificado com o WCW Tag Team Championship naquela noite.

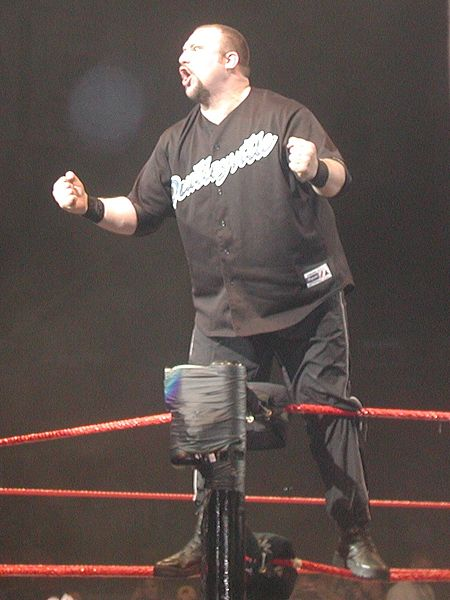
Bubba Ray era um lutador individual na divisão Raw em 2002.

Após o WrestleMania X8 em maio de 2002, a WWF foi rebatizada para "World Wrestling Entertainment" (WWE) e o plantel foi dividido em duas divisões, Raw e Smackdown. Os Dudley Boyz foram separados quando Bubba Ray foi transferido para o Raw e D-Von para o SmackDown!. No Raw, Bubba Ray encontrou o sucesso moderado quando ele competiu pelo WWE Hardcore Championship, formou uma dupla com Spike, e até competiu em uma luta pelo World Heavyweight Championship contra Triple H. A nova personagem de D'Von no SmackDown! não conseguiu superar, no entanto, e ele estava reunido com Bubba Ray e Spike em 17 de novembro de 2002, quando ele voltou para o Raw.
Os Dudley Boyz se tornaram um marco na divisão de duplas do Raw ao longo dos próximos 16 meses, a rivalizar com equipas como 3-Minute Warning, La Résistance, e várias combinações dos The Un-Americans. Eles mantiveram o WWF World Tag Team Championship várias vezes antes de serem transferidos (junto com Booker T) para o SmackDown! em 22 de março de 2004, em troca de Triple H. Pouco depois de entrar no SmackDown!, os Dudley Boyz se transformaram em vilões, mais uma vez, se unindo com com Paul Heyman e rivalizando com Rob Van Dam e Rey Mysterio. Em 27 de maio, os Dudley Boyz sequestraram Paul Bearer, o gerente do inimigo de Heyman, The Undertaker. Em 27 de junho no The Great American Bash, The Undertaker derrotou os Dudley Boyz em uma luta 2-contra-1. Em julho, os Dudley Boyz se reuniram com Spike. Para o restante do ano, eles ajudaram Spike em suas lutas pelo WWE Cruiserweight Championship. Eles também ganharam o WWE Tag Team Championship mais uma vez. No início de 2005, os Dudley Boyz foram retirados da WWE e enviados para Ohio Valley Wrestling, enquanto a equipe criativa da WWE tentou elaborar um ângulo para eles.
Os Dudley Boyz retornaram à WWE em junho de 2005, a fim de promover o ECW One Night Stand, uma show de reunião da ECW. Nas semanas que antecederam o One Night Stand eles, juntamente com vários outros membros da ECW, disputavam com gerente geral Eric Bischoff e seu pensamento "anti-hardcore". No One Night Stand, em 12 de junho, os Dudley Boyz derrotaram Tommy Dreamer e The Sandman no evento principal da noite, depois de jogar Dreamer através de uma mesa em chamas. Em 5 de julho de 2005, a WWE anunciou que optou por não continuar as negociações de renovação de contrato com os Dudley Boyz. Além disso, quinze outros lutadores foram liberados pela WWE, que foi diminuindo seus gastos, como resultado de uma queda na receita projetada. Em agosto de 2005, foram emitidos avisos legais a todos os três ex-Dudleys, instruindo-os a não utilizar o nome "Dudley" (uma marca registrada da WWE). Isto levou a um grau de animosidade entre os ex-Dudleys e seus empregadores antigos, como eles tinham usado os nomes a partir de 1996, vários anos antes da ECW ser adquirida pela WWE como resultado da falência no processo. Logo depois, LoMonaco e Hughes (D-Von) anunciaram a sua intenção de prosseguir uma ação judicial contra a WWE.

### Total Nonstop Action Wrestling

#### Team 3D (2005-2010)

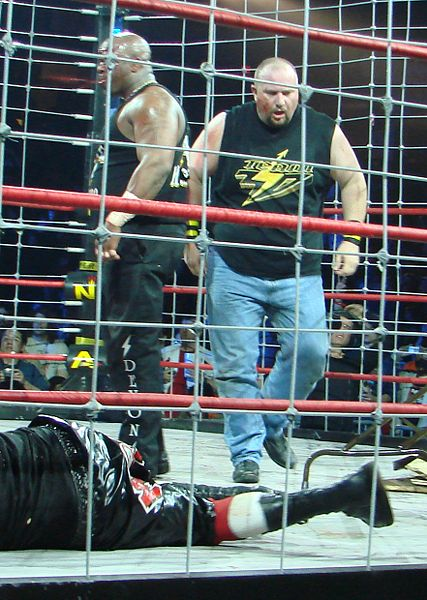
Team 3D: Brother Devon (esquerda) e Brother Ray (direita) em uma jaula de aço.

Não sendo capazes de usar o nome no ringue Bubba Ray Dudley, LoMonaco adotou (e de marca registrada), o nome no ringue de Brother Ray Deadly, enquanto Hughes se tornou o Brother Devon Deadly. A equipe também registrou os termos "Deadly Brothers" e "Deadly Death Drop". Em agosto e setembro de 2005, Ray e Devon fizeram várias aparições no circuito independente, principalmente no Hardcore Homecoming, uma reunião ECW não oficial organizado pelo ex-lutador da ECW Shane Douglas, um crítico frequente da WWE e de seu presidente, Vince McMahon. Em 21 de setembro de 2005, foi anunciado que tinham assinado contratos plurianuais com a Total Nonstop Action Wrestling.
Ray e Devon estrearam na TNA no episódio de 1 de outubro de 2005 do TNA Impact! - o primeiro episódio do Impact a ser exibido na Spike TV e em horário nobre. Eles foram identificados como "Brother Ray" e "Brother Devon", respectivamente (com o sufixo "Deadly", aparentemente, derrubado) e como Team 3D coletivamente. O Team 3D rapidamente se estabeleceram como mocinhos, confrontando o vilão campeão mundial dos Pesos-Pesados da NWA, Jeff Jarrett e seus aliados, os campeões mundias de duplas da NWA, America's Most Wanted (AMW) O Team 3D derrotou os AMW nos eventos em pay-per-view de novembro e dezembro de 2005, mas não conseguiu derrotá-los em um combate pelo título no Final Resolution em 15 de janeiro de 2006, devido à interferência do Team Canada. Ray e Devon continuaram a rivalidade com Most Wanted e Team Canada ao longo dos meses seguintes. No Impact! de 13 de abril de 2006 episódio, uma tentativa de emboscada do Team Canada foi frustrada pela estreia de Spike Dudley, identificado como "Brother Runt". Eles tiveram muitas batalhas com o The Latin American Xchange (LAX), até ganhar o NWA World Tag Team Championship dos LAX no Lockdown em uma luta numa jaula de aço "eletrificada".
Após a desintegração do contrato da TNA com a NWA, Ray e D-Von foram retirados da posse do NWA Tag Team Championship e agraciados com o TNA World Tag Team Championship como compensação. Eles defenderam esses cintos contra a equipe do Road Warrior Animal e Rick Steiner no Slammiversary. Depois de uma luta no Impact! para determinar os adversários, Ray seria manchete no Victory Road ao lado de seu parceiro em uma luta de campeões contra os campeões mundial dos Pesos-Pesados da TNA, Kurt Angle e da X Division, Samoa Joe. No Victory Road, Ray e D-Von perderam a luta, e os títulos duplas da TNA para Angle e Joe, embora apenas Joe ganhou o controle completo dos títulos já que este fez o pinfall e poderia selecionar um parceiro de sua escolha.
A próxima disputa teve o Team 3D, juntamente com o traidor da X-Division, Johnny Devine contra os The Motor City Machineguns e toda a TNA X Division. O Team 3D e Devine perderam no Against All Odds de 2008, o que significa que eles tinham que ter 124 quilos (275 libras) para competir na X Division. No entanto, o ângulo foi descartado. Brother Ray e Devon alinharam-se com Kurt Angle durante sua rivalidade com A.J. Styles. Isso levou-os a rivalidade com Christian Cage e Rhino também. No Hard Justice, eles perderam para Cage e Rhino em uma New Jersey Street Fight. Eles, então, rivalizaram com Matt Morgan e Abyss, perdendo para eles no No Surrender. No Bound for Glory, eles participaram de uma luta Monster's Ball pelo Tag Team Championship, mas foi por pouco. O Team 3D apareceu para se juntar ao The Main Event Mafia, mas se tornaram mocinhos, cruzando os grupos  e saltando-los junto com os líderes da TNA Front Line Samoa Joe, A.J. Styles e Rhino. Eles também tentaram colocar o ex-aliado Kurt Angle através de uma mesa.
No Lockdown, o Team 3D ganhou o TNA World Tag Team Championship TNA e manteve o IWGP Tag Team Championship contra os Beer Money, Inc. (Robert Roode e James Storm). No Slammiversary, eles perderam os títulos de duplas da TNA para os Beer Money, Inc. e em 30 de julho no episódio do Impact! os títulos duplas da IWGP para a The British Invasion de Brutus Magnus e Doug Williams. Em 18 de outubro de 2009 no Bound for Glory, o Team 3D capturaram seu vigésimo terceiro Tag Team Championship, quando derrotaram o Beer Money, British Invasion e The Main Event Mafia, formada por Scott Steiner e Booker T em uma luta Full Metal Mayhem de duplas. Tanto os títulos de duplas da IWGP quanto da TNA em jogo, eles capturaram os títulos da IWGP que anteriormente eram detidos pela The British Invasion. Durante as semanas seguintes o Team 3D se transformou em vilões e se alinharam com Rhino em uma batalha contra o talento mais jovem da empresa. Em 19 de novembro no episódio do Impact! a "Academia de wrstling profissional do Team 3D" e entretenimento esportivo graduou Jesse Neal e se juntou ao Team 3D e Rhino e duas semanas depois Suicide juntou Morgan, Hernandez e Dinero a nível o campo de jogo. No Final Resolution Morgan, Hernandez, Dinero e Suicide derrotaram Neal, Team 3D e Rhino em uma luta de quartetos de eliminação. Em 4 de janeiro de 2010, no Wrestle Kingdom IV in Tokyo Dome perdeu o IWGP Tag Team Championship para Tetsuya Naitō e Yujiro em uma luta three-way hardcore, que também incluiu Giant Bernard e Karl Anderson. Quando Hulk Hogan e Eric Bischoff assumiram a TNA no início de 2010, o ângulo do Team 3D com Rhino e Neal foi interrompido e eles se reverteram para serem mocinhos, ao iniciar uma rivalidade com os The Nasty Boys (Brian Knobs e Jerry Sags), que faziam parte da nova onda de lutadores trazidos por Hogan e Bischoff. No Against All Odds, os The Nasty Boys derrotaram o Team 3D em uma luta de duplas, quando Jimmy Hart fez o seu regresso à empresa e interferiu na luta em nome dos Nasty Boys. Team 3D se vingou sua perda em 25 de fevereiro no episódio do Impact!, quando Jesse Neal ajudou a derrotar os Nasty Boys em uma luta de mesas. Em 15 de março no episódio do Impact!, o Team 3D e Neal estavam programados para enfrentar os Nasty Boys e Hart em uma luta de trios, mas antes da luta, os Nasty Boys atacaram Neal nos bastidores e colocá-lo através de uma mesa. Team 3D encontrou um substituto para Neal no retorno do Brother Runt, mas ainda assim foram derrotados na luta pelo Nastys e Hart. No entanto, após a luta Neal fez a poupar para a Team 3D e os ajudou a colocar Sags através de uma mesa. Em 16 de maio no Sacrifice Ray virou um vilão ao atacar Jesse Neal e custando ele e Shannon Moore sua partida pelo TNA World Tag Team Championship, depois de sentir que havia sido desrespeitado por Neal. No mês seguinte, no Slammiversary VIII, Neal derrotou Ray em uma luta individual depois de uma distração do estreante Tommy Dreamer. No mês seguinte, no Victory Road, Ray enfrentou Jesse Neal e Devon em uma luta three-way. Durante a luta, os membros do Team 3D atacaram uns aos outros, antes de Neal acidentalmente aplicar um Spear e, Devon e foi então contado por Ray. No episódio seguinte do Impact! Devon juntou-se a seus ex-companheiros de ECW Mick Foley, Tommy Dreamer, Raven, Stevie Richards, Rhino, Pat Kenney e Al Snow e o campeão mundial dos Pesos-Pesados da TNA Rob Van Dam para atacar o Brother Ray, Abyss e no resto do vestiário da TNA. Na semana seguinte, Ray recusou a oferta de Devon para se juntar aos ex-lutadores da ECW, antes de a presidente da TNA Dixie Carter concordar em dar-lhes a sua própria reunião em pay-per-view, o  Hardcore Justice: The Last Stand, como uma celebração do wrestling hardcore e um último adeus para a empresa. No entanto, em 29 de julho no episódio do Impact! Ray decidiu juntar-se aos ex-membros da ECW e aparentemente fazer as pazes com o seu irmão, tornando-se um mocinho no processo. Em 8 de agosto no Hardcore Justice, o Team 3D, acompanhado por Joel Gertner, derrotaram Rotten Axl Rotten e Balls Mahoney, anunciado como Kahoneys, em South Philadelphia Street Fight. Após a luta, Ray e Devon foram agredidos pelos Gangstas. No episódio seguinte do Impact!, os membros da ECW, conhecidos coletivamente como Extreme, Version 2.0 (EV 2.0), foram agredidos por A.J. Styles, Kazarian, Robert Roode, James Storm, Douglas Williams e Matt Morgan, da facção de Ric Flair, o Fourtune, que achava que eles não merecem estar na TNA. Isto marca a última aparição do Team 3D em seus contratos com a TNA, que terminou pouco depois. As duas negociações, em seguida, entraram mais novos contratos. O Team 3D voltou à televisão na TNA dois meses mais tarde, a 7 de outubro no episódio ao vivo do Impact!, prometendo um grande anúncio no Bound for Glory. No pay-per-view o Team 3D anunciou sua aposentadoria, mas pediu para uma luta final contra os campeões mundias de duplas da TNA, os Motor City Machine Guns. Os novos contratos plurianuais com TNA foram confirmados pouco depois. No Turning Point, os Motor City Machine Guns derrotaram o Team 3D para manter o TNA World Tag Team Championship.

#### Immortal (2010-2012)

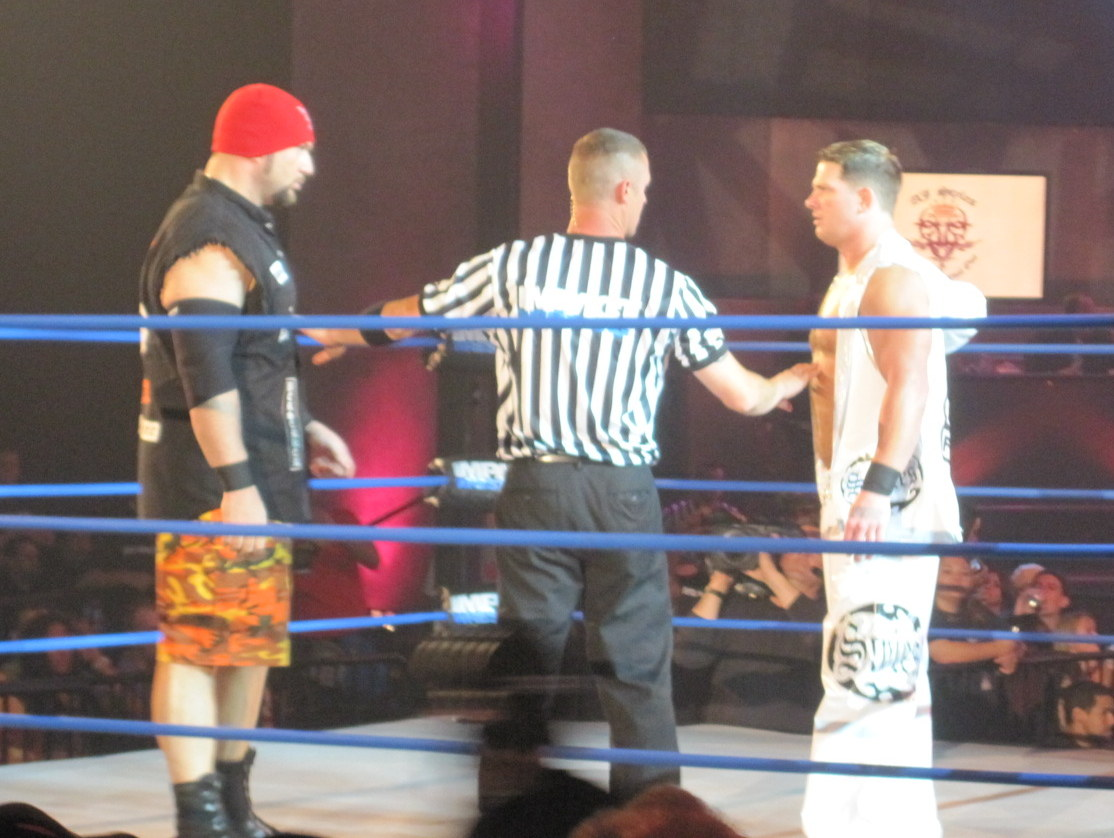
Ray enfrentando A.J. Styles no Slammiversary IX.

Durante a cerimônia de aposentadoria do Team 3D no seguinte episódio do Impact!, Ray tornou-se um vilão ao atacar Devon, reacendendo a rivalidade entre os dois. Na semana seguinte, Ray afirmou que Devon tinha ficado fraco, uma vez que Sabin conseguiu escapar de um 3D no Turning Point, chamando-o de Marty Jannetty fazendo equipe com Shawn Michaels. Em 16 de dezembro no episódio do Impact! LoMonaco renomeou-se para Bully Ray quanto ele derrotou Red surpreendente em uma rápida luta. Em 9 de janeiro de 2011, no Genesis, Ray derrotou Devon via desqualificação, depois de Devon bater seu ex-parceiro com a sua própria correntes. Nas semanas seguintes, os filhos de Devon, Terrence e Terrell começaram a fazer aparições no Impact! e foram regularmente abusados por Ray. No Against All Odds Ray enfrentou seu ex-parceiro de dupla em uma luta de rua. Depois os filhos de Devon interferirim na luta, Ray usou um de seus filhos para a vitória. No dia 13 de março no Victory Road, Devon e seus filhos interferiram em uma luta Falls Count Anywhere entre Ray e Tommy Dreamer, custando a luta à Ray. No episódio seguinte do Impact!, a rivalidade de Ray com Devon foi terminada abruptamente quando ele alinhou com os Immortal e mudou-se para rivalizar com os Fortune. No final do show, Ray aplicou um powerbomb em A.J. Styles fora da rampa de entrada através de uma mesa, o deixando com uma lesão no enredo. Em 17 de abril no Lockdown, Immortal, representado por Ray, Abyss, Matt Hardy e Ric Flair, foi derrotado por membros da Fortune James Storm, Kazarian, Robert Roode e Christopher Daniels, que substituiu A.J. Styles, numa luta Lethal Lockdown. Durante a luta, Styles fez o seu regresso, atacando Ray enquanto ele batia em Daniels. Em 28 de abril no episódio do Impact!, Ray desafiou Sting pelo TNA World Heavyweight Championship, mas foi derrotado após interferência de Styles. Ray então recrutou Tommy Dreamer como seu parceiro e ajudou a derrotar Styles no Sacrifice. Em 26 de maio no episódio do Impact Wrestling, Styles e Daniels derrotaram Ray e Dreamer em uma luta de rua sem desqualificações. Em 12 de junho no Slammiversary IX, Ray derrotou Styles em uma luta Last Man Standing para vencer a disputa. Após a luta, Ray, embora ainda mantendo o seu estatuto de vilão, colocou sobre a resiliência das Styles.
Em 28 de julho no episódio do Impact Wrestling, Ray começou a ter problemas com o colega e membro do Immortal Mr. Anderson, quando ele lhe custou uma luta numa jaula de aço contra Kurt Angle. A tensão entre os dois  finalmente levou a um combate em 7 de agosto no Hardcore Justice, onde Ray derrotou Anderson com um golpe baixo. De junho a setembro, Ray foi um dos doze participantes doBound for Glory Series para determinar o candidato número um ao TNA World Heavyweight Championship. Quando a fase de grupos do torneio concluiu, Ray terminou entre os quatro primeiros e, assim, avançou para as finais no No Surrender, juntamente com James Storm, Robert Roode e seu parceiro de Immortal, Gunner. Em 11 de setembro, No Surrender, Ray derrotou Storm via desqualificação, movendo-o para 52 pontos. No entanto, no final do evento Roode conseguiu derrotar Gunner por finalização, o que significava que ele empatou a pontuação de Ray, criando um combate de desempate entre os dois. No jogo de desempate, Ray foi derrotado por Roode via pinfall. Em 16 de outubro no Bound for Glory, Ray foi derrotado pelo ex-membro do Immortal, Mr. Anderson em uma luta Falls Count Anywhere. Em 13 de novembro no Turning Point, Ray e Scott Steiner foram derrotados por Anderson e Abyss em uma luta de duplas. Em 8 de janeiro de 2012, no Genesis, Ray Ray foi derrotado por Abyss em uma luta Monster's Ball. Ray mais tarde se alinhou com Bobby Roode, interferindo em suas lutas, especialmente os relativos ao título de Roode. Em 12 de fevereiro, no Against All Odds, Ray foi incapaz de capturar o Campeonato Mundial da TNA de Roode em uma luta 4-way, que também incluiu James Storm e Jeff Hardy. Em 16 de fevereiro no episódio do Impact Wrestling, Ray foi derrotado por James Storm em uma luta para determinar o desafiante número um ao título. Em 18 de março no Victory Road, Ray foi derrotado por Storm em uma revanche para manter seu lugar como o candidato número um. No episódio seguinte do Impact Wrestling, Ray começou uma rivalidade com o Campeão da X Division Austin Aries, depois de interromper uma luta pelo X Division Championship entre Aries, Anthony Nese, Kid Kash e Zema Ion. A rivalidade entre Ray e Aries continuou no dia 15 de abril no Lockdown, onde os dois estavam em times opostos na anual luta Lethal Lockdown. A equipe de Aries, liderada por Garett Bischoff, acabou derrotando a equipe de Ray, liderada por Eric Bischoff. Em 13 de maio no Sacrifice, Ray foi derrotado por Aries em uma luta individual. Posteriormente, Ray retornou à sua rivalidade com Abyss, quando seu suposto irmão Joseph Park o acusou pelo desaparecimento Abyss. Em 10 de junho no Slammiversary, Park derrotou Ray em uma luta sem regras, seguindo a interferência de Abyss. No episódio seguinte do Impact Wrestling, Ray entrou no Bound for Glory Series 2012, participando na luta Gauntlet, a partir do qual ele foi eliminado pele interferência de Abyss. Ray e Park tiveram uma revanche em 12 de julho no episódio do Impact Wrestling em uma luta sem regras, que Ray venceu depois de bater o seu adversário com uma corrente. Após a luta, Park atacou Ray e o acertou com o movimento característico de Abyss, o Black Hole Slam.

#### Aces & Eights (2012-2013)

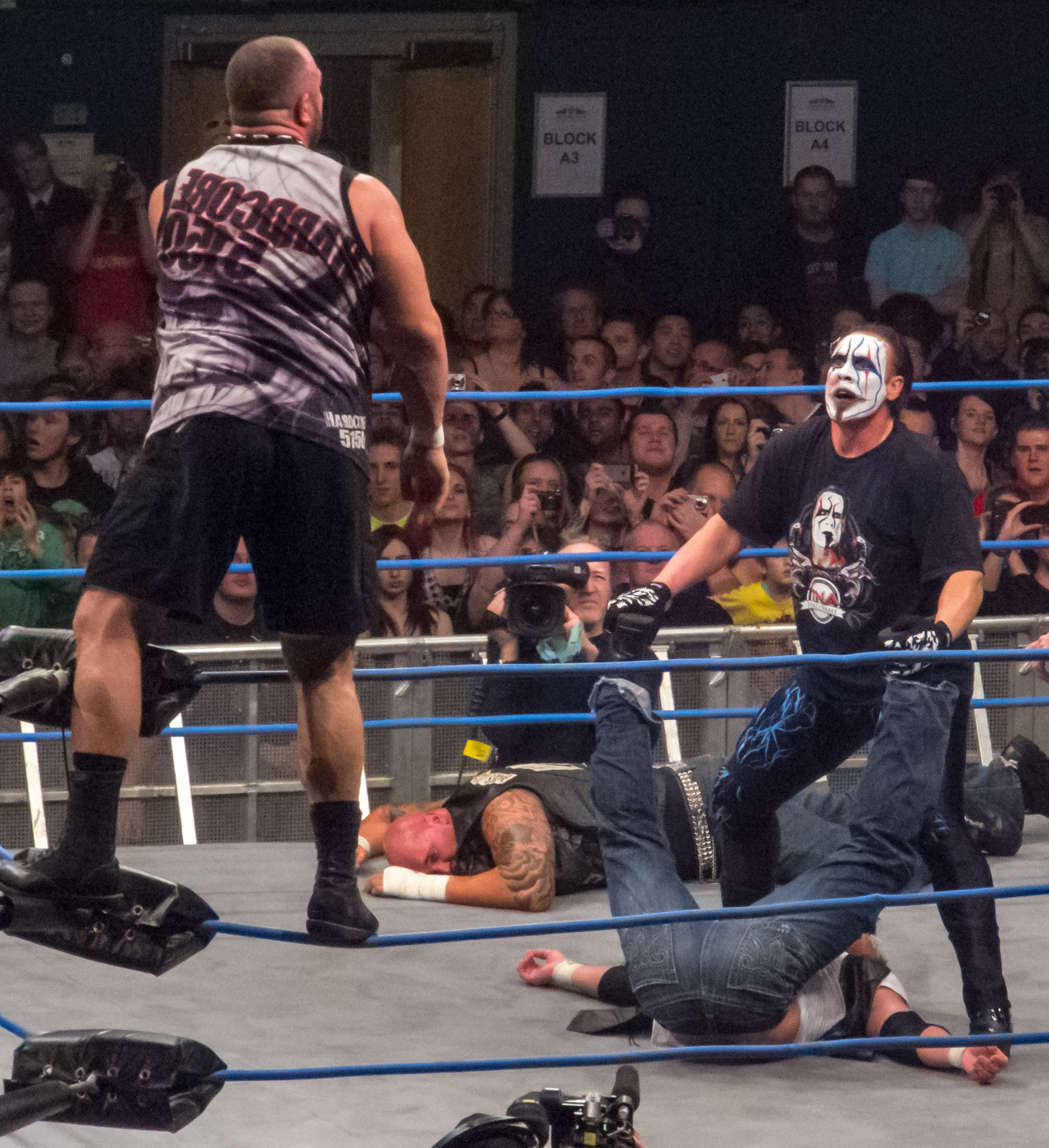
Ray fazendo equipe com Sting para batalhar contra os Aces & Eights.

Em agosto, Ray veio junto com o resto do vestiário da TNA para combater o grupo de vilões Aces & Eights, que vinham atacando aleatórios lutadores da TNA, durante os últimos meses, no processo gradual para se tornar novamente um mocinho. Em setembro, Ray, ao contrário de seu antigo parceiro de dupla Devon, assinou uma extensão de contrato de dois anos com a TNA. No episódio de 6 de setembro do Impact Wrestling Impact, Ray terminou sua participação na fase de grupos do Bound for Glory Series com uma vitória sobre Rob Van Dam, assim terminando em terceiro lugar e avançando para as semifinais do torneio. Em 9 de setembro, No Surrender, Ray derrotou James Storm em sua luta pela semifinal, após interferência de Bobby Roode, antes de perder para Jeff Hardy na final do Bound for Glory Series 2012, apesar de Hardy ser atacado pelos Aces & Eights antes do combate. No episódio seguinte do Impact Wrestling,foi concedido a Ray mais uma oportunidade de se tornar o desafiante número um pelo TNA World Heavyweight Championship, mas foi novamente derrotado por Hardy. No episódio de 20 de setembro do Impact Wrestling, Ray foi derrotado pelo Campeão Mundial dos Pesos-Pesados Austin Aries em uma luta sem o título em jogo, depois de acertá-lo com uma corrente de aço. No episódio de 4 de outubro do Impact Wrestling, Ray derrotou Aries e seu número candidato número um Jeff Hardy em uma luta 3-way, após o qual Hulk Hogan concordou em deixá-lo tornar-se parceiro de Sting para uma luta contra os Aces & Eights no Bound for Glory. Em 14 de outubro no Bound for Glory , Ray e Sting foram derrotados pelos Aces & Eights, que no processo ganhou pleno acesso a TNA. Depois, o retornado Devon foi revelado como um dos membros dos Aces & Eights. Em 1 de novembro, Ray e Devon se enfrentaram no evento principal do Impact Wrestling, no entanto, o combate terminou em uma briga entre os Ases e Eights e o vestiário da TNA.

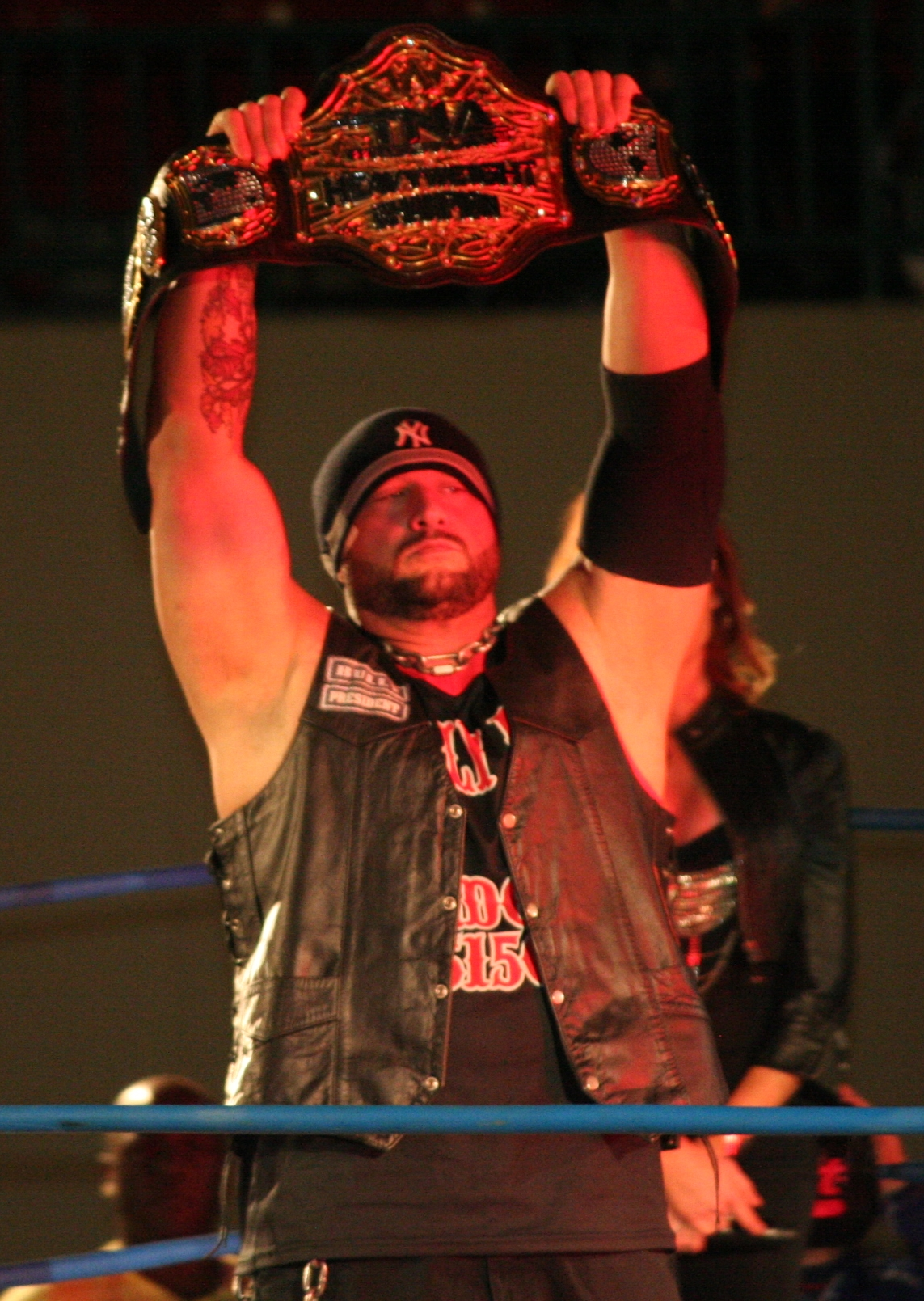
Bully Ray como Campeão Mundial dos Pesos-Pesados da TNA.

Ao longo das próximas semanas, a tensão seria provocada entre Ray e Hulk Hogan após Austin Aries revelar um relacionamento secreto entre Ray e a filha do gerente geral, Brooke Hogan. Em 9 de dezembro no Final Resolution, Ray Ray foi derrotado por Austin Aries em uma luta individual, após uma distração de ambos Brooke e Hulk Hogan e um golpe baixo de Aries. Em 3 de janeiro de 2013, no episódio do Impact Wrestling, Hogan suspendeu tanto Ray e Brooke depois de ver os dois se beijando no estacionamento duas semanas antes. Na semana seguinte, Ray propôs Brooke em casamento depois de salvá-la dos Aces & Eights, que ela aceitou. A cerimônia foi realizada na próxima semana no Impact Wrestling, onde o padrinho de Ray, Taz interrompeu e revelou-se um membro dos Aces & Eights, levando para o grupo atacar Ray, Hulk Hogan e o resto dos padrinhos. Em 31 de janeiro no episódio do Impact Wrestling, Hogan reintegrado Ray e sem marcou uma luta para ele e Sting contra Aces & Eights (Devon e DOC) em uma luta de mesas, na semana seguinte, onde Ray venceu a luta, jogando Devon através de uma mesa. Em 21 de fevereiro no episódio do Impact Wrestling, Hogan deu a chance para Ray ser tornar candidato número um ao TNA World Heavyweight Championship. Ray recebeu a chance em uma luta numa jaula de aço em 10 de março no Lockdown, onde derrotou Jeff Hardy, depois da interferência dos Aces & Eights, para ganhar seu primeiro World Heavyweight Championship. Depois, Ray revelou-se como o presidente dos Aces & Eights, o transformando em um vilão novamente no processo, e reunindo-se com Devon. Ray fez a sua primeira defesa do título na televisão em 11 de abril no episódio do Impact Wrestling, derrotando Jeff Hardy em uma luta Full Metal Mayhem para manter o seu título. Em 2 de junho no Slammiversary XI, Ray defendeu com sucesso o World Heavyweight Championship contra Sting em uma luta No Holds Barred depois de uma interferência por parte dos Aces & Eights, e com a condição estipulada, Sting nunca teve outra oportunidade pelo título mundial novamente. Após o Slammiversary, Ray e o restante da gangue iria continuar rivalizando com Sting e sua nova Main Event Mafia (Kurt Angle, Magnus, Samoa Joe, e Rampage Jackson). Em 18 de julho, durante o Impact Wrestling: Destination X, Ray perdeu o TNA World Heavyweight Championship para Chris Sabin, terminando o seu reinado de 130 dias. Ray recuperou o título em 15 de agosto, no Impact Wrestling: Hardcore Justice em uma luta numa jaula de aço. No episódio de 22 de agosto do Impact Wrestling, foi revelado que Ray havia terminado seu casamento com Brooke Hogan, e anunciou a sua relação com Brooke Tessmacher. Durante uma luta de Ray contra Sting no episódio de 5 de setembro do Impact Wrestling, Mr. Anderson o custou o combate recusando-se a ajudá-lo. Depois, Anderson atacou Ray e anunciou que ele seria seu adversário no Impact Wrestling: Surrender. Na semana seguinte, Ray defendeu com sucesso seu título contra Anderson em uma luta last man standing. Depois, enquanto Anderson estava sendo levado em uma maca, Ray o atacou e retirou sua jaqueta de membro dos Aces & Eights. Bully Ray perdeu o campeonato para A.J. Styles no Bound for Glory em uma luta sem desqualificações e uma revanche no Impact Wrestling seguinte devido a interferência de Mr. Anderson. Duas semanas mais tarde, depois de tentar provar um rompimento dos Aces & Eights, o grupo emboscou Anderson em retaliação. No episódio de 21 de novembro do Impact Wrestling, intitulado de "Turning Point", Mr. Anderson e Bully Ray se enfrentaram em uma luta sem desqualificações em que  a carreira de Anderson e a existência dos Aces & Eights estava em jogo. Anderson venceu, forçando o fim do grupo.

## Vida pessoal
LoMonaco é casado com Fawnfeather "Fawn" Carr, uma esteticista. Sua irmã, Gina LoMonaco, competiu o USA Outdoor Track and Field Championships como uma arremessadora de disco.
LoMonaco apareceu na segunda edição do game show da WWE, The Weakest Link, perdendo na morte súbita para Kane, e foi o elo mais forte na maioria das rodadas. No início do jogo, afirmou que ele estava jogando pelo American Cancer Society, "e minha mãe".
Seu esporte favorito é o futebol e ele é um fã da Serie A (primeira divisão italiana), especialmente do AC Milan.

## No wrestling

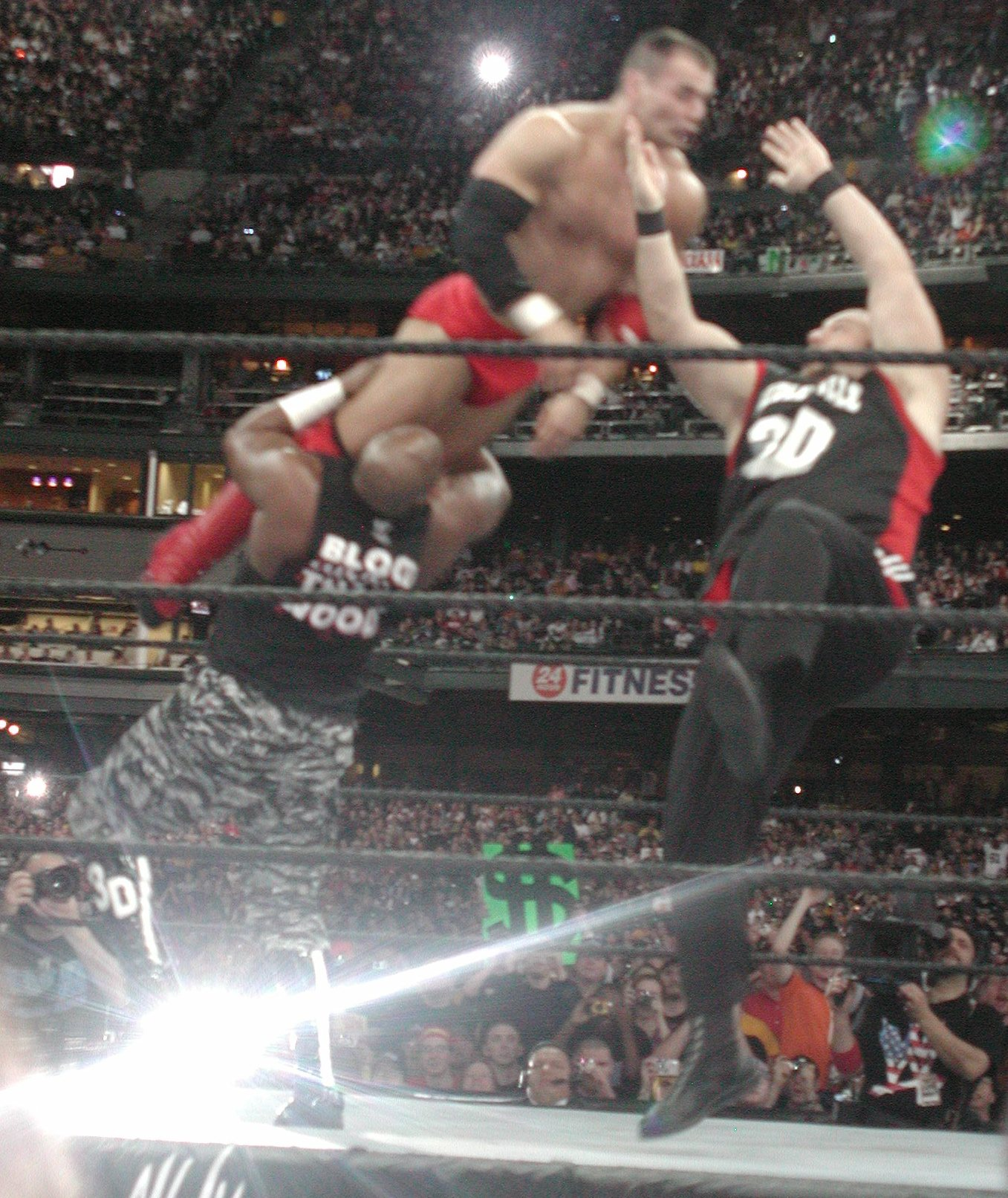
Bubba Ray Dudley (direita) e D-Von Dudley aplicando o 3D em Lance Storm em março de 2003.

- Movimentos de finalização
  - Bully Bomb[37] (TNA) / Bubba Bomb[3] (WWF/E) (Sitout full nelson atomic drop)
  - Cutter, às vezes precedido por um belly to back suplex lift (TNA) / Bubba Cutter[3] (WWF/E) / Buh Buh Cutter (WWF / ECW)
  - Release powerbomb, por vezes, a partir da segunda corda,  enquanto caindo para a frente, ou em uma mesa[3]
- Movimentos secundários
  - Bionic elbow,  às vezes com teatralidade
  - Diving senton
  - Samoan drop
  - Side slam[109][110][111]
  - Sidewalk slam
- Com Brother Devon / D-Von Dudley
  - Movimentos de finalização duplos
    - 3D – Dudley Death Drop / Deadly Death Drop (combinação Flapjack (Devon) / Cutter (Ray), às vezes em uma mesa)[112]

  - Movimentos secundários duplos
    - 3D II – Dudley Death Drop II / Deadly Death Drop II (combinação Belly to back suplex (Ray) / Neckbreaker (Devon))[112]
    - Aided superbomb[112]
    - Wassssup? (Diving headbutt low blow)[112]
- Gerentes
  - Johnny Devine[3]
  - Sign Guy Dudley
  - Spike Dudley[3]
  - Joel Gertner
  - Brooke Hogan
  - Stacy Keibler[3]
  - Johnny Rodz[3]
  - Cousin Steve[3]
- Temas de entrada
  - World Wrestling Federation/World Wrestling Entertainment
    - "We're Comin' Down" por Jim Johnston (1 de abril de 2001 - 11 de março de 2002)
    - "Turn The Tables" por Saliva (14 março de 2002 - 17 novembro de 2002)
    - "Bombshell" por Powerman 5000 (18 de novembro de 2002 - 12 de junho de 2005)

  - Total Nonstop Action Wrestling
    - "Watch Out, Watch Out" por Dale Oliver (1 de outubro de 2005 - 11 de novembro de 2010)
    - "The Beaten Path" por Dale Oliver[113] (2010–2013)
    - "Immortal Theme" por Dale Oliver[114] (2011–2012; usado enquanto parte  do Immortal)
    - "Deadman's Hand (Instrumental)" por Dale Oliver (10 de março de 2013 - presente)[115]
    - "Deadman's Hand" por Dale Oliver e Serg Salinas (14 de março de 2013)[116]

## Campeonatos e realizações
- All Japan Pro Wrestling

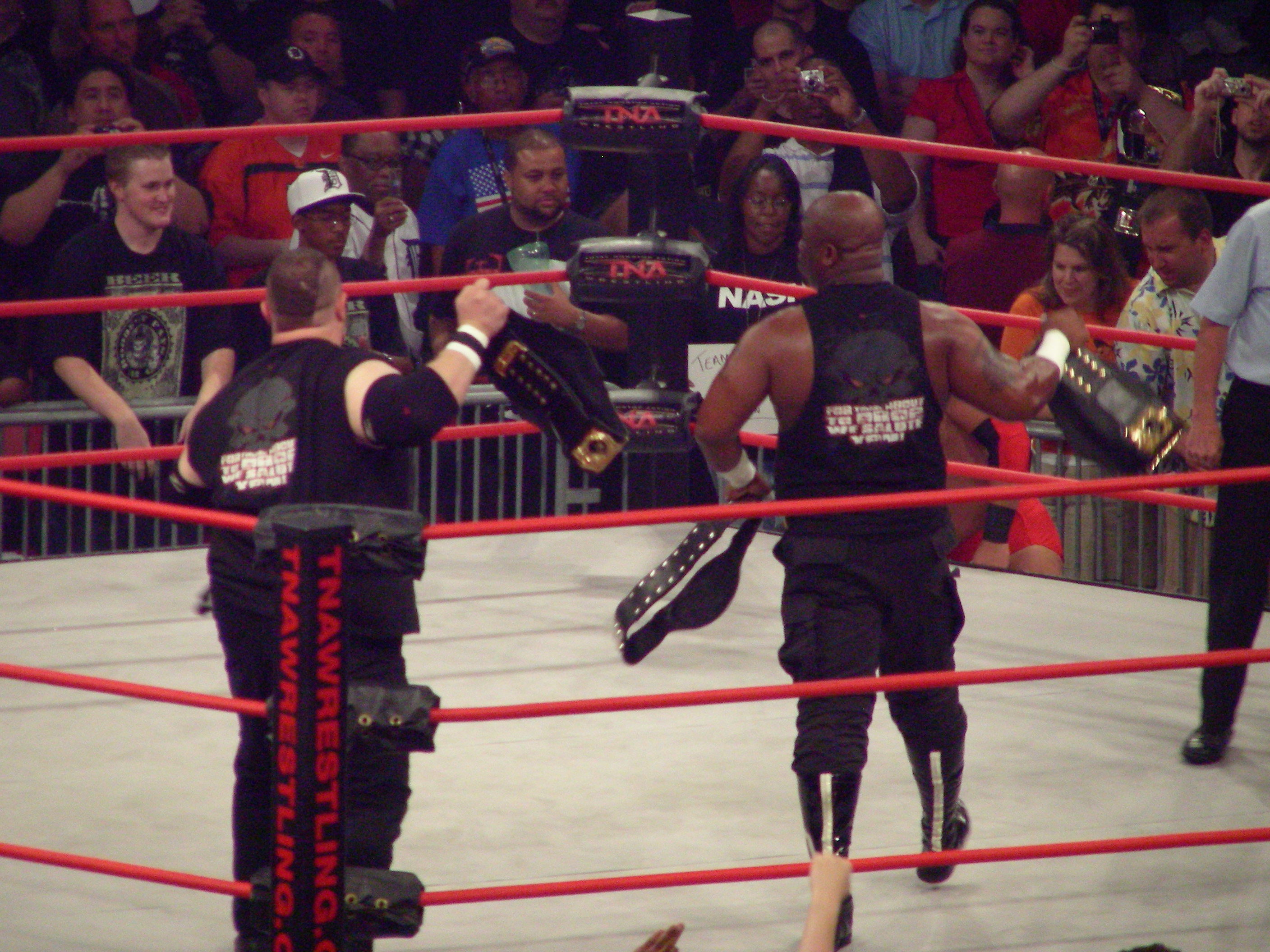
Team 3D como os campeões mundiais de duplas da TNA e da IWGP.

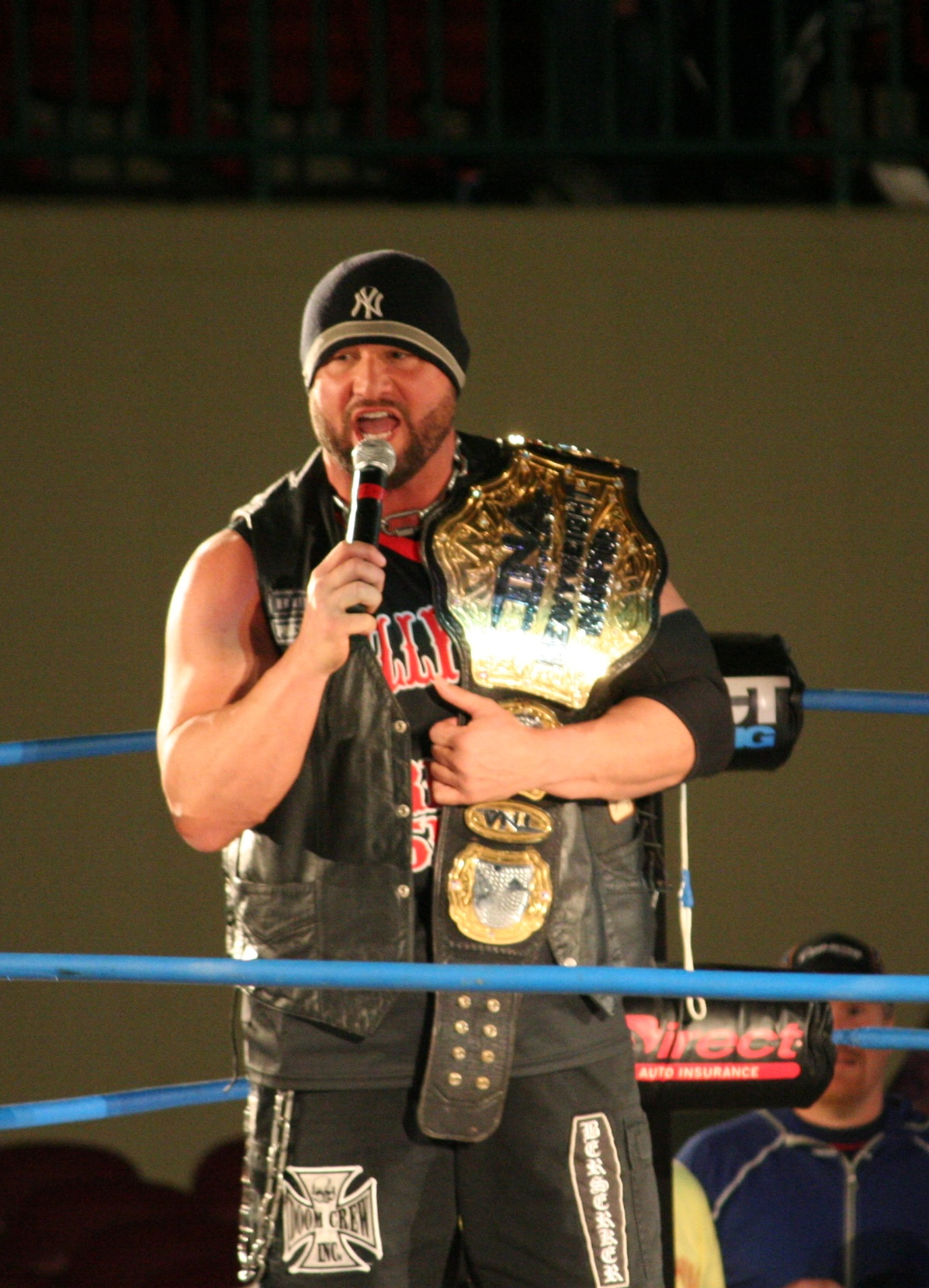
Bully Ray durante seu primeiro reinado como campeão mundial dos pesos-pesados da TNA.

  - World's Strongest Tag Determination League (2005) – com Brother Devon
- Cauliflower Alley Club
  - Outro homenageado (1997) – com Brother Devon
- Extreme Championship Wrestling
  - ECW World Tag Team Championship (8 vezes)[6] – com D-Von Dudley
- Hustle
  - Hustle Super Tag Team Championship (1 vez) – com Brother Devon
- New Japan Pro Wrestling
  - IWGP Tag Team Championship (2 vezes) – com Brother Devon
- Pro Wrestling Illustrated
  - PWI Match of the Year (2000)[117] com D-Von Dudley vs. Edge e Christian e The Hardy Boyz em uma em uma Luta de escadas triangular no WrestleMania 2000
  - PWI Match of the Year (2001)[117] com D-Von Dudley vs. Edge e Christian e The Hardy Boyz em uma Luta com mesas, escadas e cadeiras na WrestleMania X-Seven
  - PWI Tag Team of the Year (2001, 2009)[118] – com D-Von Dudley
  - PWI classificou-o # 30 das 500 melhores lutadores individuais na PWI 500 em 2001, 2002 e 2012[119][120]
  - PWI classificou-o em #4 dos 500 melhores lutadores individuais na PWI 500 em 2013[121]
  - PWI classificou-o em #354 dos 500 melhores lutadores individuais dos "PWI Years" em 2003[122]
- Total Nonstop Action Wrestling
  - NWA World Tag Team Championship (1 vez) – com Brother Devon[3]
  - TNA World Heavyweight Championship (2 vezes)[123]
  - TNA World Tag Team Championship (2 vezes) – com Brother Devon
- World Wrestling Federation / World Wrestling Entertainment
  - WCW Tag Team Championship (1 vez) – com D-Von Dudley
  - World Tag Team Championship (8 vezes) – com D-Von Dudley
  - WWE Tag Team Championship (1 vez) – com D-Von Dudley
  - WWF/E Hardcore Championship (10 vezes)